# Мемельська марка
Мемельська марка (лит. Mark) — грошові знаки (нотгельди) Мемельського краю, які були введені в обіг Мемельським торговим домом в 1922 році з дозволу ради послів Антанти. В період 1917-1921 років на території Мемельського краю в обігу знаходилась Хайдекрузька марка.

## Історія
У 1920 році згідно з Версальською угодою, з колишньої пруської області, що знаходилися на півночі річки Німан утворили Мемельський край (нім. Memelland) під мандатом Ліги Націй. Так як до цього часу не було вирішине мабутнє Литовської держави і не була визнана її самостійність міжнародними спільнотами — область не була передана країні. 
У 1922 році з дозволу французької адміністрації Мемельського краю (Рада послів Антанти) в обігу з'явилися нотгельди Мемельського краю. У 1923 році, після Клайпедського повстання, територія краю була анексована Литвою. З лютого 1923 року мемельську марку замінив литовський лит.

## Банкноти

### Хайдекрузька марка
Статус східно-Прусського міста Хайдекруг (лит. Heydekrug), згідно Версальської угоди, був так само не визначеним, як і статус Мемельського краю в цілому. В 1920 році на типографії «Otto Sekkuna & Sohn», за рішенням Мемельського та Хайдекрузького товариств, були виготовлені банкноти номіналами в 25 та 50 пфенігів. 28 травня 1921 року був відрукований тимчасовий випуск банкнот з портретом Германа Зудерманна, німецького новеліста та драматурга, що народився в Хайдекрузі. Відомі номінали: 25, 50, 75 пфенігів та 1 марка. У 1923 Мемельський край став частиною Литовської Республіки, разом з містом Хайдекруг, яке було одразу перейменованим на Шилутє (лит. Šilutė).
|  |  | 50 пфенігів | 2 травня 1917 року  |
|  |  | 25 пфенігів | 1 липня 1920 року   |
|  |  | 50 пфенігів | 1 липня 1920 року   |
|  |  | 25 пфенігів | 28 травня 1921 року |
|  |  | 50 пфенігів | 28 травня 1921 року |
|  |  | 75 пфенігів | 28 травня 1921 року |
|  |  | 1 марка     | 28 травня 1921 року |

### Мемельська марка
|  |  | 1/2 марки | 22 лютого 1922 року |
|  |  | 1 марка   | 22 лютого 1922 року |
|  |  | 2 марки   | 22 лютого 1922 року |
|  |  | 5 марок   | 22 лютого 1922 року |
|  |  | 10 марок  | 22 лютого 1922 року |
|  |  | 20 марок  | 22 лютого 1922 року |
|  |  | 50 марок  | 22 лютого 1922 року |
|  |  | 75 марок  | 22 лютого 1922 року |
|  |  | 100 марок | 22 лютого 1922 року |